# Outaouais
Outaouais és una regió administrativa de la província canadenca del Quebec, situada a la riba nord del riu Outaouais, a la frontera amb l'Ontario. La regió està dividida en 4 municipalitats regionals de comtat (MRC) i 75 municipalitats.

## Demografia
- Població: 341 752 (2005)
- Superfície: 30 504 km²
- Densitat: 11,2 hab./km²
- Taxa de natalitat: 10,2‰ (2003)
- Taxa de mortalitat: 6,0‰ (2003)

Font: Institut de la statistique du Québec Arxivat 2011-02-16 a Wayback Machine.